# Meurtres à Dunkerque
Pour plus de détails, voir Fiche technique et Distribution.
Meurtres à Dunkerque est un téléfilm franco-belge de la collection Meurtres à..., écrit par  Manon Dillys et Sébastien Le Délézir, réalisé par Marwen Abdallah et diffusé pour la première fois, en Suisse, le 9 septembre 2016 sur RTS Un, en Belgique sur La Une et en France sur France 3 le 4 février 2017.
Cette fiction est une coproduction d'Ango Productions, Stromboli Pictures et la RTBF (télévision belge).

## Synopsis
Un homme est retrouvé mort, pendu en haut d'un mât d'un vieux gréement pendant le carnaval de Dunkerque. L'enquête est confiée au capitaine Janie Roussel et au lieutenant Éric Dampierre, fraîchement débarqué dans le Nord. Janie Roussel connait bien milieu du Carnaval, et notamment les différentes associations dont les Corsaires, dont faisait partie la victime, Marc Vandernoot. Elle s'entend facilement avec son jeune collègue dont l'esprit analytique compense sa méconnaissance de la ville et de ses traditions.

## Fiche technique
- Titre original : Meurtres à Dunkerque
- Réalisation : Marwen Abdallah
- Scénario : Manon Dillys et Sébastien Le Délézir
- Photographie :
- Montage :
- Musique : Stéphane Moucha[4]
- Production : Alban Étienne, Yann Chassard et Franck Lebreton
- Sociétés de production : Ango Productions, France 3, RTBF, TV5 Monde et 13e rue[5]
- Pays d'origine :  France /  Belgique
- Langue originale : français
- Genre : policier
- Durée : 90 minutes
- Date de diffusion :  
  -  9 septembre 2016, sur RTS Un
  -  23 octobre 2016, sur La Une
  -  4 février 2017, sur France 3

## Distribution
Sauf indication contraire, les informations mentionnées dans cette section peuvent être confirmées par la base de données cinématographiques Allociné,  présente dans la section « Liens externes ».
- Charlotte de Turckheim : capitaine Janie Roussel
- Lannick Gautry : Capitaine Éric Dampierre
- Jean-Michel Fête : Mathias Laurent
- Bruno Paviot : Antoine De Kerkhof
- Xavier Lemaître : Richard Delmotte
- Tom Hudson : Solal Dampierre
- Antoine Domingos : Steeve Desmet
- Catherine Demaiffe : Gaëlle
- Floriane Potiez : Séverine Nedjaoui
- Adrien Rob : Ben (fils de Janie)

## Tournage
C'est la première fois qu'un téléfilm de la collection Meurtres à... se déroule dans le Nord. Il a été tourné en 21 jours du 4 février au 2 mars 2016, pendant le carnaval.
Victoria Abril avait été annoncée pour le rôle de Janie Roussel mais elle s'est finalement désistée en dernière minute en raison d'un désaccord artistique. Charlotte de Turckheim la remplace finalement.
C'est la goélette Don Silvano qui a servi comme lieu au premier meurtre.

## Audience
- France : 4,78 millions de téléspectateurs (première diffusion) (21,8 % de part d'audience)

France 3 était première des audiences avec Meurtres à Dunkerque, le 4 février 2017. 4 786 000 téléspectateurs ont suivi le téléfilm avec Charlotte de Turckheim et Lannick Gautry, soit 21,8 % du public d'après Médiamétrie.

## Réception critique
Moustique trouve le téléfilm « fidèle à ce qui fait le succès » de la collection, à savoir « un duo de personnages antagonistes mais efficaces et une enquête policière bien ficelée sur fond de meurtres en série »